# Sticherus tepuiensis
Sticherus tepuiensis är en ormbunkeart som beskrevs av Alan Reid Smith. Sticherus tepuiensis ingår i släktet Sticherus och familjen Gleicheniaceae. Inga underarter finns listade.